# باربرا هيغينز
باربرا هيغينز (بالإسبانية: Barbra Higgins)‏ هي مبارزة بالسيف بنمية، ولدت في 1957.

## وصلات خارجية
- باربرا هيغينز على موقع اللجنة الأولمبية الدولية (الإنجليزية)
- باربرا هيغينز على موقع أوليمبيديا (الإنجليزية)